# (9928) 1981 WE9
(9928) 1981 WE9 (1981 WE9, 1971 TJ1, 1993 FC43) — астероїд головного поясу, відкритий 16 листопада 1981 року.
Тіссеранів параметр щодо Юпітера — 3,630.